# Aulnoye-Aymeries
Aulnoye-Aymeries är en kommun i departementet Nord i regionen Hauts-de-France i norra Frankrike. Kommunen ligger i kantonen Berlaimont som tillhör arrondissementet Avesnes-sur-Helpe. År 2022 hade Aulnoye-Aymeries 8 674 invånare.

## Befolkningsutveckling
Antalet invånare i kommunen Aulnoye-Aymeries
| Referens: INSEE |